# Max Rudolf Lehmann
Max Rudolf Lehmann (* 18. September 1886 in Leuben; † 31. Oktober 1965) war ein deutscher Wirtschaftswissenschaftler.

## Leben
Lehmann entstammte einer Pfarrerfamilie aus Sachsen und begann nach seiner Schulausbildung ein Studium der Metallhüttenkunde an der Bergakademie in Clausthal, wo er Mitglied des Corps Montania wurde. Seine Studien setzte er später in Dresden und Aachen fort. 1913 bestand er das Diplom-Examen als Metallhüttenmann. 1916 promovierte er an der TH Aachen zum Dr.-Ing. Drei Jahre später promovierte er bei Fritz Schmidt in Frankfurt am Main mit einer Arbeit über das Rechnungswesen auf Bleihütten. 1920 erhielt er die Lehrberechtigung für Betriebswirtschaftslehre an der Universität Frankfurt am Main. Ebenfalls 1920 habilitierte er sich an der TH Dresden und wurde dort Dozent bis zum Ruf an die Hochschule für Wirtschafts- und Sozialwissenschaften Nürnberg. In Nürnberg wurde er Ordinarius für Betriebswirtschaftslehre. 1954 emeritierte er.
Zum 1. Februar 1933 trat Lehmann der NSDAP bei (Mitgliedsnummer 1.443.821). Im November 1933 unterzeichnete er das Bekenntnis der Professoren an den deutschen Universitäten und Hochschulen zu Adolf Hitler.

## Werke
- Industriekalkulation. Essen 1964,
- Methoden und Technik der Betriebsstatistik. Essen 1960
- Allgemeine Betriebswirtschaftslehre. Wiesbaden 1956
- Gerechtigkeit im Wirtschaftsleben. Nürnberg 1955
- Die Stellung der Betriebswirtschaftslehre im Rahmen der Wirtschafts- und Sozialwissenschaften. In: Max Rudolf Lehmann (Hrsg.): Wirtschaft und Gesellung. Festschrift für Hans Proesler zu seinem 65. Geburtstage. Palm & Enke, Erlangen, 1953 Beiträge zur Lehre von den Wirtschafts- und Sozialwissenschaften